# Burdinne
Burdinne (in vallone Beurdene) è un comune belga di 2 845 abitanti, situato nella provincia vallona di Liegi.